# Посус-ді-Калдас (мікрорегіон)

Посус-ді-Калдас на карті штату Мінас-Жерайс

Посус-ді-Калдас (порт. Microrregião de Poços de Caldas) — мікрорегіон в Бразилії, входить в штат Мінас-Жерайс. Складова частина мезорегіону Південь і південний захід штату Мінас-Жерайс. Населення становить 338 261 чоловік на 2006 рік. Займає площу 4 631.968  км². Густота населення — 73.0 чол./км².

## Склад мікрорегіону
До складу мікрорегіону включені наступні муніципалітети:
1. Албертіна
2. Андрадас
3. Бандейра-ду-Сул
4. Ботельюс
5. Калдас
6. Кампестрі
7. Ібітіура-ді-Мінас
8. Інконфідентіс
9. Жакутінга
10. Монті-Сіан
11. Ору-Фіну
12. Посус-ді-Калдас
13. Санта-Ріта-ді-Калдас

| Бразилія | Це незавершена стаття з географії Бразилії. Ви можете допомогти проєкту, виправивши або дописавши її. |